# Trivago
Trivago je turistički metapretraživač koji se konkretno fokusira na hotele. Sajt za upoređivanje cena hotela sa ekstenzivnom opcijom za pretraživanje. Upoređuju se cene za preko 800.000 hotela i preko 250 sajtova za rezervacije. Cene koje se prikazuju dolaze od brojnih hotela i sajtova za rezervacije, kao što su Expedia i Booking.com. To znači da kada korisnici na trivagu odluče koji hotel najviše odgovara njihovim potrebama, sam proces rezervacije se kompletira preko sajta za rezervaciju koji nudi taj hotel (koji je povezan sa sajtom). Svakog meseca 80 miliona korisnika daje poverenje trivagu u svojstvu svog početnog mesta za traženje putničkih informacija. Sa sedištem u nemačkom Dizeldorfu, trivago je kompanija koja ima preko 50 platformi širom sveta, na preko 30 svetskih jezika.

## Istorijat
Trivago GmbH ideja je rođena 2004., dok je proces osnivanja trivago GmbH započet 2005. godine u Dizeldorfu, u Nemačkoj, od strane tri osnivača Peter Vinnemeier, Malte Siewert, i Rolf Schrömgens.
U 2007. trivago je lansirao platforme za Španiju, Francusku i Veliku Britaniju. Godinu dana nakon toga, trivago ostvaruje svoju međunarodnu ekspanziju lansiranjem platformi u Poljskoj i Švedskoj. Kompanija dobija dalju pomoć u vrednosti od 1.14 miliona dolara, finansiranjem od strane Hugo Burge i njegovog HOWZAT Media LLP fonda. Dalje, u 2009, prve ne-evropske platforme su zaživele; SAD, Kina, Japan, Brazil i Meksiko.
Takođe, prvi spot emituje se na nemačkoj televiziji. trivago otvara platformu u Srbiji. Nakon dve godine od ulaganja u rast trivago dostiže nivo i postaje profitabilan. Stopa rasta je blizu 400%. Godinu dana posle, trivago emituje TV kampanja u 5 evropskih zemalja. Svaka druga osoba zna za trivago kao brend u Nemačkoj i Španiji. Više od 100 sajtova uključeno je u poređenje cena. 45 zaposlenih prelazi tesnih kancelarija u nove kancelarije u tzv. "Four Elements" zgradu. 2011. godine, prva TV kampanja pokrenuta je u SAD i Brazilu. Španija postaje najjače tržište. trivago doseže broj od 100 zaposlenih. Tokom 2012. trivago postaje najpoznatiji brend za onlajn pretragu i rezervacije na tri već utvrđena tržišta, u Nemačkoj, Italiji i Španiji. U isto vreme, trivago pokreće TV kampanje u Skandinaviji i zemaljama Beneluksa. Pored toga, trivago ostvaruje više od 1 miliona konekcija dnevno do sajtova za rezervacije. Skoro 200 zaposlenih se seli u novu zgradu "B1" na Bennigsenplatz. U decembru, Expedia kupuje većinski udeo kompanije (u vrednosti od 477 miliona evra). 
Činjenica je da se trivago širi sve više van evropskog tržišta, pretežno na Aziju-Pacifik. Događaji koji su obeležili 2013. godinu su svakako činjenice da svaki peti stanovnik Severne Amerike zna ili je već koristio trivago i da su kampanje započete u Australiji, Koreji, Indiji i Japanu. Tokom 2014, trivago upoređuje preko 200 sajtova i ima preko 40 platformi, među kojima su nove azijske zemlje i Bliski Istok (Indonezija, Malezija, Tajland, Južna Afrika, UAE, Izrael). U 2015, trivago otvara svoja vrata u Slovačkoj i Hrvatskoj i osniva platformu za arapske zemlje.

## Usluga

### Upoređivač cena hotelskog smeštaja
Sajt upoređuje kako cene hotela, tako i druge aspekte hotelskog boravka. Korisnik ima opciju da vrši pretragu na osnovu lokacije, atrakcije, ali i prema datumima ili tipu sobe. Nakon toga, pretraga može biti još detaljnija; koristeći parametre poput dostupnih pogodnosti, sportskih sadržaja, ili ponuda za biznis događaje. Ukoliko su dostupne, opcije poput WiFi interneta, spa/wellnessa, plaže, bazena takođe mogu biti izabrane, kao i udaljenost objekta od centra grada, atrakcije ili neke adrese. Pored toga se nude, kao alternativa, druge opcije, u slučaju manjeg mesta sa manjim brojem hotela ili ukoliko sistem ne može da identifikuje geografski podatak koji je zadat. Sajt pokazuje sve dostupne ponude koje se mogu rezervisati na eksternim sajtovima za rezervaciju koji sarađuju sa trivagom. Na sajtovima za rezervaciju moguće je dobiti bliže informacije i finalizirati proces rezervacije.
Upoređivanje se vrši uzimanjem informacija iz različitih izvora, uključujući sajtove sa kojima trivago sarađuje, korisnike, i hotelijere. Informacije su sumirane tako da korisnik ima uvid u raspoložive sajtove za rezervaciju, cene, kritike, destinacije i fotografije objekata, i hotelske opise. trivago cene hotela bazira na osnovu spoljašnjih izvora, kao i na osnovu kritika korisnika, kako bi formirali konačnu ocenu hotela. U slučaju sadržaja generisanog od strane korisnika, članovi trivago Zajednice koji dodaju komentare dobijaju smiboličnu svotu novca svaka dva meseca. Polovina čitavog prihoda kompanije se daje članovima Zajednice, deleći prema različitim nivoima Zajednice u zavisnosti od doprinosa u kreiranju sadržaja.

### trivago Hotel Price Index (tHPI)
trivago Hotel Price Index (tHPI) je indeks hotelskih cena koje kompanija objavljuje svakoj meseca. 
Indeks prikazuje prosečne cene za noćenje za najpopularnije gradove širom sveta na trivagu. tHPI je pouzdan pokazatelj trenutne prosečne cene na evropskom onlajn tržištu hotela: cene noćenja od 205 onlajn turističkih agencija i hotelskih lanaca stvara prosečne cene hotelskih gradova, regiona i zemalja u Evropi.
Cene za standardnu dvokrevetnu sobu se izračunavaju na osnovu više od 2 miliona dnevnih upita za cene noćenja generisanih kroz trivago pretragu hotela.
trivago sakuplja sve upite za svaki mesec i usled toga daje pregled cena hotelskih smeštaja za predstojeći mesec.
Za više informacija posetite trivago press centar:

## Nagrade i Priznanja
- Travel Industry Club - Online Manager 2010 – 3rd place – Malte Siewert[15]
- START AWARD NRW 2009 – Nominated in the category “Innovative Start-Up”[16]
- Travel Industry Club Award 2009 – Top 10 Finalist “Best Practice Award”[17]
- Travolution Awards 2009 – Shortlist “Best Travel Information Website"[18]
- Red Herring 100 – Winner 2008[19]
- Europe Innova, an initiative by the European Commission - Enterprise and Industry, imenuje trivago GmbH kao svetao primer doprinošenja kvalitetu industrije turizma, kao i modernizaciji i podržavanju lokalnog tržišta rada.[7]

Za više informacija posetite trivago Press centar:

## Spoljašnje veze
- Званични веб-сајт